# 日本弦楽器製作者協会
日本弦楽器製作者協会（にほんげんがっきせいさくしゃきょうかい）は、洋弦楽器に関する製作技術者、修理技術者、関係法人や出版社等により組織された業界団体である。

## 沿革
- 1958年 - 手工ヴァイオリン製作者と手工ギター製作者等が「日本手工弦楽器製作者協会」を結成[2]。
- 1959年 - 弦楽器と技術修理者と店舗経営者の会が「日本弦楽器技術者協会」を結成[2]。
- 1964年 - 合併して「日本弦楽器製作者協会」となる[2]。
- 2002年4月1日 - 準会員が独立し日本バイオリン製作研究会が発足[3]。

## 主な事業
- 「弦楽器フェア」の開催[4]。